# Sailor Moon
Sailor Moon (japonsky 美少女戦士セーラームーン, Bišódžo senši Sérá Mún, v doslovném překladu Krásná bojovnice Sailor Moon) je japonská mahó šódžo manga, kterou vytvořila Naoko Takeuči. Manga původně vycházela v měsíčníku Nakajoši nakladatelství Kódanša v letech 1991 až 1997 a postupně byla vydána v 18 souborných svazcích. Na základě mangy pak v letech 1992 až 1997 vznikla neméně úspěšná adaptace v podobě stejnojmenného animovaného seriálu z produkce Tóei Animation. Vedle animovaného seriálu dále vznikla řada animovaných filmů a televizních speciálů, karetních her, akčních figurek, muzikálů, soundtracků a videoher, série light novel a hraná televizní adaptace.